# デロス島
デロス島（デロスとう、Δῆλος）は、エーゲ海・キクラデス諸島に所在するギリシャの島で、円形に並ぶキクラデス諸島の中心に位置する。古代ギリシャにおいて聖地とされた島で、ヘレニズム文化の宗教的・芸術的・商業的な中心地として栄えた。島内には現在住民はおらず、遺跡が数多く残っている。歴史的にはデロス同盟が結ばれたことで知られている。かつて古代ギリシャ屈指の繁栄を誇ったが、やがて海賊の被害で衰退したと考えられている。

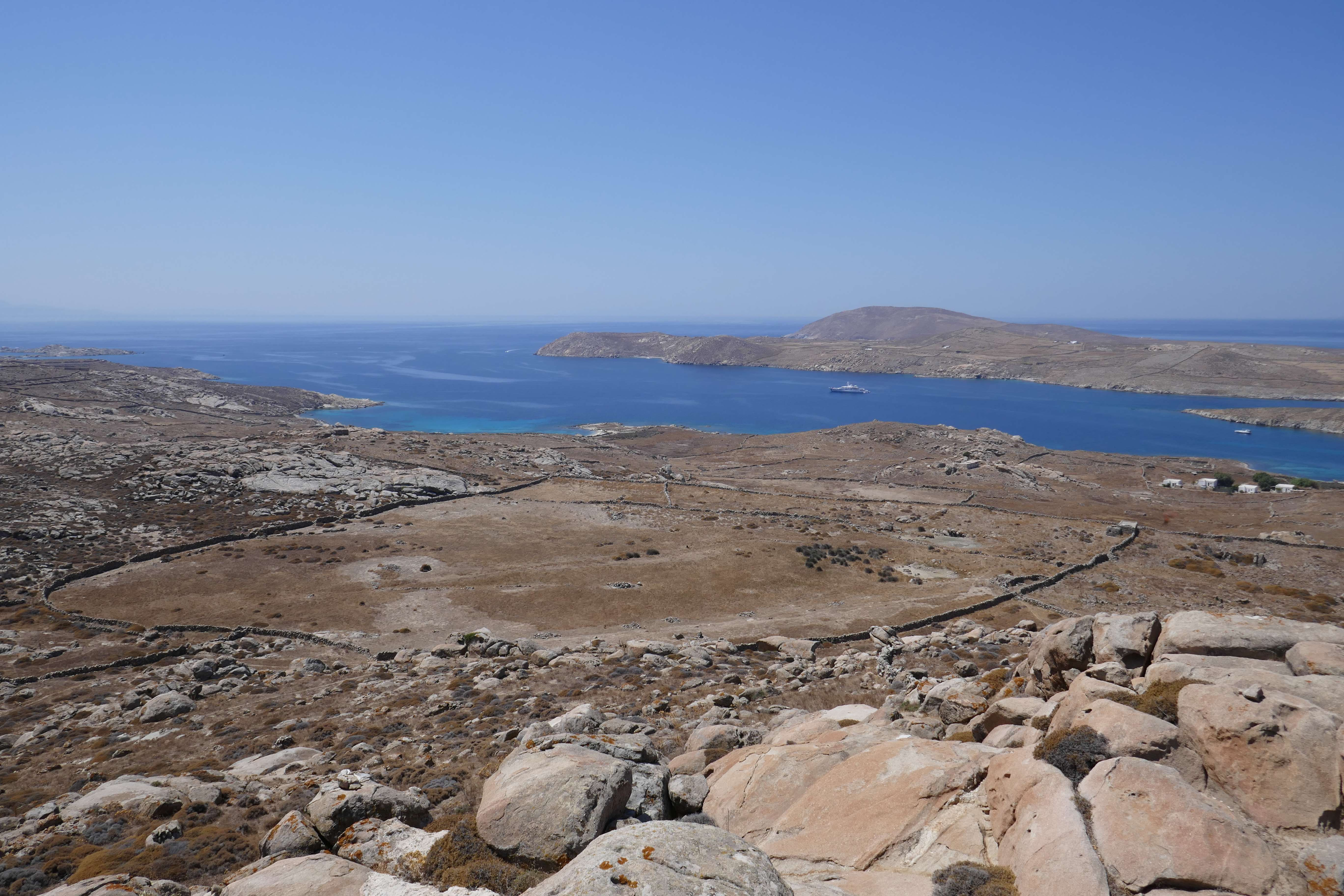
キュントス山山頂からの眺め

なお、今日の発音では「ディロス島」（現代ギリシャ語：Δήλος）が近い。

## 文化・観光・施設
ギリシア神話によればアポローンとアルテミスはこの島で生誕したとされる。女神レートーはデロス島のキュントス山（Mount Kynthos）でアポローンを産んだという。

### 主な遺跡
- コンピターレスのアゴラ（Agora of the Competaliastae）
- アポローン神殿
- アルテミス神殿
- ライオンの回廊
- デロスの神殿
- 豪商の邸宅跡
- 大劇場跡
- イシス神殿　エジプト商人らの神殿
- 聖なる湖：現在は埋め立てられ草原になっている

## 交通
船・・・ミコノス島より

## 登録基準
この世界遺産は世界遺産登録基準のうち、以下の条件を満たし、登録された（以下の基準は世界遺産センター公表の登録基準からの翻訳、引用である）。
- (2) ある期間を通じてまたはある文化圏において、建築、技術、記念碑的芸術、都市計画、景観デザインの発展に関し、人類の価値の重要な交流を示すもの。
- (3) 現存するまたは消滅した文化的伝統または文明の、唯一のまたは少なくとも稀な証拠。
- (4) 人類の歴史上重要な時代を例証する建築様式、建築物群、技術の集積または景観の優れた例。
- (6) 顕著で普遍的な意義を有する出来事、現存する伝統、思想、信仰または芸術的、文学的作品と直接にまたは明白に関連するもの（この基準は他の基準と組み合わせて用いるのが望ましいと世界遺産委員会は考えている）。

## デロス島を扱った作品
- ゴルゴ13：デロスの咆哮
- ゴッド・オブ・ウォー：God of War: Ascension
- 魔境伝説アクロバンチ(L'Empire des Cinq)：第12話「はるかなるエーゲ」(第12話「Échec à Daros」)ではこの島地下の"屈辱の封印"と島の地下に眠る秘宝を巡り激闘が繰り広げられる。